# Condado de Santisteban de Lerín
El condado de Santisteban de Lerín fue un título nobiliario español creado en el 9 de febrero de 1465 por el rey  Juan II de Aragón a favor de Pierres de Peralta «el joven», I barón de Peralta.
El título quedó caducado con la muerte de la XV condesa, María de la Cabeza de Tavira y Montalvo.

## Titulares del condado de Santisteban de Lerín
|                      | Titular                                                          | Periodo              |
| Creación por Juana I | Creación por Juana I                                             | Creación por Juana I |
| -------------------- | ---------------------------------------------------------------- | -------------------- |
| I                    | Pierres de Peralta «el joven»                                    | 1465-c. 1492         |
| II                   | Juana de Peralta                                                 | c. 1492-¿?           |
| III                  | Alonso Carrillo de Peralta                                       | ¿?-1533              |
| IV                   | Antonio de Peralta y Velasco                                     | 1533-1545            |
| V                    | Gastón de Peralta                                                | 1545-1587            |
| VI                   | Antonio de Peralta y Velasco                                     | 1587-1596            |
| VII                  | Ana María de Peralta y Velasco                                   | 1596-¿?              |
| VIII                 | Diego Antonio de Croy y Peralta                                  | ¿?-1682              |
| IX                   | José Martín de Peralta-Velasco e Insausti                        | 1682-1692            |
| X                    | Rosa María de Santa Isabel de Peralta y Velasco                  | 1692-1694            |
| XI                   | María Teresa de Castejón y Peralta-Velasco                       | 1694-1725            |
| XII                  | Manuel Silverio de Aranda Salcedo Anuncibay                      | 1725-1728            |
| XIII                 | Ana Francisca Rodríguez de Eván Sanz de Merino Peralta y Velasco | ¿?-1804              |
| XIV                  | José Nicolás de Montalvo y Álvarez de las Asturias-Bohórquez     | 1804-1809            |
| XV                   | María de la Cabeza de Tavira y Montalvo                          | 1809-1836            |

## Historia de los condes de Santisteban de Lerín
- Pierres de Peralta «el joven» (1492-c. 1492), I conde de Santisteban de Lerín,[1][2] ricohombre de Navarra, señor de Peralta, Falces, Marcilla, Funes, Azagra, Andosilla, Maya, Amposta y Villanueva, condestable del reino, etc. Era hijo de Pierres de Peralta «el viejo» y de Juana de Ezpeleta, señora de la baronía de Ezpeleta.[3]

Casó en primeras nupcias, en Tafalla, el 27 de diciembre de 1440, con Ana de Brabante (m. 9 de julio de 1455). Contrajo un segundo matrimonio, el 8 de junio de 1462, con Isabel de Foix (m. 1503). Sucedió su hija del primer matrimonio:
- Juana de Peralta, II condesa de Santisteban de Lerín.[1]

Casó, el 22 de noviembre de 1467, con Troilos Carrillo de Acuña, conde de Agosta en Sicilia, hijo natural del cardenal arzobispo de Toledo, Alonso Carrillo de Acuña. Sucedió su hijo:
- Alonso Carrillo de Peralta (c. 1468-Castillo de Marcilla, 26 de octubre de 1533), III conde de Santisteban de Lerín,[5] I marqués de Falces,[5] señor de las villas de Peralta, Marcilla, Falces, Andosilla, etc., condestable de Navarra, miembro del Consejo de los reyes Juan III y de Catalina, I y su camarero mayor, mariscal de Navarra, corregidor de Baeza y Úbeda.[5]

Casó con Ana de Velasco, hija de Luis Fernández de Velasco, señor de Belorado, Val de San Vicente, la Puebla de Arganzón y otros lugares, hermano del condestable de Castilla, Pedro Fernández de Velasco, y de Ana de Padilla, hija de Juan de Padilla, señor de Calatañazor, adelantado mayor de Castilla y camarero del rey Juan II de Castilla, y de Mencía Manrique, señora de Santa Gadea. Le sucedió su hijo:
- Antonio de Peralta y Velasco (c. 1490-Marcilla, 1545), IV conde de Santisteban de Lerín y II marqués de Falces.[7] y .

Caso con la francesa Ana de Bosquet, señora de Tornay y dama de honor de la reina Catalina, hija de Juan de Bosquet, barón de Pouget en Bearne, y de Ana de Lucy, hija del señor de Bel-Aire. Le sucedió su hijo:
- Gastón de Peralta (Pau (Francia), 1510-Valladolid, 1587), V conde de Santisteban de Lerín,[9] III marqués de Falces y virrey de Nueva España.[10]

Casó en primeras nupcias, en 1534, con Ana de Velasco, hija ilegítima de Pedro Fernández de Velasco y Tovar, duque de Frías. Contrajo un segundo matrimonio, en Zaragoza en 1559, con Leonor de Mur. Casó en terceras nupcias con Inés Díez de Aux y Armendáriz, hija de Luis Díez de Aux de Armendáriz, IV señor de Cadreita, y de Juana de Sámano. Le sucedió su hijo del primer matrimonio:
- Antonio de Peralta y Velasco, VI conde de Santisteban de Lerín,[12] IV marqués de Falces, caballero de la Orden de Calatrava y gentilhombre de cámara del rey Felipe II.[12]

Casó en primeras nupcias con Ana de Campo y en segundas con Margarita de Fuenmayor. Sin descendencia, sucedió:
- Ana María de Peralta y Velasco, VII condesa de Santisteban de Lerín,[13] V marquesa de Falces y señora de varios lugares.[13]

Casó, en 1596, con Jacques de Croy, señor de Ferrieres, caballero de la Orden de Santiago, hijo de Jacques de Croy y de Violante de Lannoy.
- Diego Antonio de Croy y Peralta (Madrid, 4 de febrero de 1618-Marcilla, 8 de septiembre de 1682), VIII conde de Santisteban de Lerín,[14] VI marqués de Falces, y caballero de la Orden de Santiago.[15]

Casó en primeras nupcias, en 1636, con María López de Mendoza y Vargas, VII marquesa de Mondéjar y IX condesa de Tendilla. Contrajo un segundo matrimonio con Melchora Bárbara de Viana y Villaquirán. Sin descendencia de ninguno de sus matrimonios, sucedió:
- José Martín de Peralta-Velasco e Insausti (1670-Marcilla, 26 de noviembre de 1692), IX conde de Santisteban de Lerín, VII marqués de Falces,[2] V señor de Tovar y regidor perpetuo de Medina del Campo.[16]

Era hijo de Luis Ángel de Peralta y Lugo (1643-1675), IV señor de Tovar, regidor perpetuo de Medina del Campo y caballero de la Orden de Santiago —descendiente de Juan de Peralta y Velasco, nieto primer marqués de Falcés, y de su esposa Catalina de Pedrosa —, y de Catalina Antonia de Insausti y Mendoza. Sin descendencia, sucedió su hermana:
- Rosa María de Santa Isabel de Peralta y Velasco (1673-1694), X condesa de Santiesteban de Lerín,[18] VIII marquesa de Falces, señora de Peralta y del castillo de Funes y regidora perpetua de Medina del Campo.[16]

Casó, el 18 de enero de 1692, con Juan Diego de Castejón Ciria Beteta, I conde de Agramonte de Valdecabriel, caballero de la Orden de Calatrava, señor del castillo de Boedalva, de la casa de Ciria en Calatayud, alcalde perpetuo del castillo y fortaleza y regidor perpetuo de Ágreda y de Soria, hijo de Melchor Luis de Castejón y de Juliana de Ciria Beteta. Sucedió su única hija:
- María Teresa de Castejón Peralta y Velasco (Ágreda, 18 de septiembre de 1693-Valladolid, 4 de enero de 1760), XI condesa de Santisteban de Lerín,[19]{Harvnp|Garrido Yerobi |2020|pp=24-25}} IX marquesa de Falces,[20] II condesa de Agramonte de Valdecabriel y camarera mayor del reino.[21][22]

Casó en primeras nupcias con Vicente Francisco de Ovando, matrimonio anulado posteriormente. Contrajo un segundo matrimonio con Ignacio de Aranda Teza Salcedo y Anuncibay. Sucedió su hijo:
- Manuel Silverio de Aranda Salcedo Anuncibay (1725-1728), XII conde de Santisteban de Lerín,[23] fallecido en la infancia.

- Antonia Francisca Rodríguez de Eván Sanz de Merino Peralta y Velasco (m. Madrid, 8 de mayo de 1804), XIII condesa de Santiesteban de Lerín,[24] X marquesa de Falces.[25]

Casó, el 8 de septiembre de 17645, con Onofre Ramírez de Haro, VII conde de Bornos. Sin descendencia, sucedió, un octavo nieto del IV marqués:
- José Nicolás de Montalvo y Álvarez de la Asturias Bohorques (m. Valladolid, 31 de agosto de 1809), XIV conde de Santisteban de Lerín,[24] XI marqués de Falces,[27][24] IV marqués de Torre-Blanca, caballero de la Orden de San Juan de Jerusalén, maestrante de Granada, regidor perpetuo de la ciudad de León, gentilhombre de cámara del rey, etc.[24]

Casó con María de la Cabeza Dávila-Ponce de León y Maza. Sucedió su nieta, hija de María Antonia de Montalvo y Dávila-Ponce de León, que premurió a su padre, casada con José Francisco de Tavira y Velluti, III marqués del Cerro de la Cabeza:
- María de la Cabeza de Tavira y Montalvo (m. Madrid, 1 de marzo de 1836),  XV y última condesa de Santisteban de Lerín,[23] XII marquesa de Falces[27] por real carta de sucesión del 6 de septiembre de 1828,[29] camarera Mayor del Reino,etc.

«A su muerte pretendió su rehabilitación don José María Velluti y Zbikowsky, su 2º-nieto, XIV Marqués de Falces, etc. †Madrid 16-ene-1959, quien obtuvo Real Orden de Rehabilitación en 25-ene-1917 pero no el preceptivo Real Despacho de Rehabilitación. Tras su óbito pretendió la rehabilitación del mismo su hijo don Pedro Fernando Velluti y Murga, XV Marqués de Falces, etc., †Gijón, Asturias, 18-mar-1987, a quien se le archivó su solicitud con informe negativo en 1962».
Casó, en 1827, con Pedro María Velluti López de Ayala (Granada, 14 de abril de 1797-Madrid, 5 de febrero de 1849), senador, presidente de la Real Academia de Bellas Artes de San Fernando y corregidor.